# .mv
.mv je internetová národní doména nejvyššího řádu pro Maledivy.

## Vyhrazené domény 2. řádu
domény 2. řádu jsou rozděleny podle účelu:
- .aero.mv – Letectví
- .biz.mv – Obchodní organizace
- .com.mv – Komerce
- .coop.mv – Družstevní organizace
- .edu.mv – Vzdělávací instituce
- .gov.mv – Parlament
- .info.mv – Informace
- .int.mv – Mezinárodní organizace
- .mil.mv – Armáda
- .museum.mv – Muzea
- .name.mv – Osobní
- .net.mv – Počítačové sítě
- .org.mv – Organizace
- .pro.mv – Profesionálové